# Guillaume Eyssartier
 (mai 2018).
Si vous disposez d'ouvrages ou d'articles de référence ou si vous connaissez des sites web de qualité traitant du thème abordé ici, merci de compléter l'article en donnant les références utiles à sa vérifiabilité et en les liant à la section « Notes et références ».
Guillaume Eyssartier, né en 1971 à Périgueux, est un mycologue français, docteur ès sciences du Muséum national d'histoire naturelle de Paris. Biologiste de formation, spécialisé en biologie végétale, le prix Henri Romagnesi lui a été décerné[réf. nécessaire] pour ses travaux sur les genres Cantharellus et Craterellus. Il dirige actuellement[Quand ?] des collections naturalistes pour les éditions Humensis/Belin, et est chercheur attaché honoraire au Muséum national d'histoire naturelle. Il est l'auteur de nombreux articles scientifiques et d'ouvrages de vulgarisation de Mycologie. Il est également conférencier (GE) à la Société mycologique de France .

## Principaux Ouvrages
- 2003 : Les champignons par la couleur: guide d'identification (avec B Duhem et Régis Courtecuisse)
- 2008 : Guide écologique des Champignons, Région Perigord Quercy – (avec Alain Coustillas)
- 2010 : Champignons de nos régions (avec Gilles Trimaille)
- 2011 : Mini Larousse des champignons  (ISBN 9782035603388)
- 2012 : Champignons comestibles
- 2013 : Champignons,  Hachette
- 2015 : Guide de la nature en ville
- 2017 : Guide des champignons France et Europe, 4e édition, (avec Pierre Roux)
- 2017 : Guide des 60 meilleurs champignons comestibles
- 2024 : Guide des champignons France et Europe, 5e édition, (avec Pierre Roux)

## Principales publications
- 1998 : Contribution à la systématique du genre Cantharellus en Afrique tropicale: étude de quelques espèces rouges, Belgian Journal of Botany
- 2001 : Vers une monographie du genre Cantharellus Adans. Fr.
- 2003 : Les substances volatiles dans les genres Cantharellus, Craterellus et Hydnum, Cryptogamie, Mycologie,  (avec M Bessière)
- 2004 : Cantharellus garnierii sp. nov., une nouvelle chanterelle des maquis miniers nikélifères de Nouvelle-Calédonie. (avec Ducousso Marc, Contesto Céline, Cossegal Magalie, Prin Yves, Rigault Frédéric). Cryptogamie. Mycologie , 25 (2) : 115-125.
- 2006 : Notes sur quelques espèces arctiques et alpines: contribution à un inventaire mycologique du Svalbard, (avec A Delannoy, JP Priou)
- 2010 : Cantharellus quercophilus sp. nov. and its comparison to other small, yellow or brown American chanterelles, Cryptogame, 31 (1): p. 17-33.
- 2012 : Observations on Some Enigmatic Cantharellus (Cantharellales, Basidiomycota) with Lilac-Violaceous Tints from Africa and Madagascar, Cryptogamie. Mycologie , 33 (2) : 167-179.
- 2014 : A multilocus phylogeny for worldwide Cantharellus (Cantharellales, Agaricomycetidae) – Springer